# 라디오 프랑스
라디오 프랑스(Radio France)는 프랑스의 공영 라디오 방송이다.

## 역사
라디오 프랑스는 1922년 11월 6일에 첫 정규 라디오 방송을 시작하였다. 이후 1924년에 라디오 파리(Radio Paris)로 이름을 변경하였고, 이후 라디오 툴루즈(Radio Toulouse), 라디오 리옹(Radio Lyon), 라디오 뤽상부르(룩셈부르크)(Radio Luxembourg) 등이 잇따라 개국하였다.
1939년에는 공영 방송 기관 발족으로 텔레비전 방송과 통합한 RN(Radiodiffusion nationale)이 설립되었다.
1940년 나치 독일에 프랑스가 점령되면서 RN은 비시 정권의 수하로 넘어갔고, 1944년 프랑스가 해방된 이후, 국가 독점의 국영방송체제를 확립하면서 기존 방송국인 RN을 RDF(프랑스어: Radiodiffusion française)로 개칭, 국가 단일 방송국이 되었다. 이후 1949년 2월 9일 RTF로, 1964년 6월 27일 ORTF로 개칭되었다.
1963년에는 RTF의 4개 라디오 방송국이 개편되었는데, France I, France II는 "RTF Inter"로 합병되었고, France III는 "RTF Promotion"으로, France IV는 "RTF Haute Fidelité"로 개칭되었다. 얼마 안 있어 "RTF Inter", "RTF Promotion", "RTF Haute Fidelité"는 각각 "France Inter", "France Culture", "France Musique"라는 현재의 이름이 되었다.
1975년 ORTF의 해체로 라디오 방송국은 오늘날의 "라디오 프랑스(Radio France)"로 분리되었고, 이 외에 텔레비전 3사(TF1, Antenne2, FR3), 프로그램 제작사(SFP), 시청각연구소(INA) 및 송출사(TDF)로 분리되었다.
1980년대 민영 방송의 허용으로 여러 가지 독립 및 상업 라디오 방송들이 개국하면서 라디오 프랑스의 위협이 되자, 1984년 프랑수아 미테랑 정권은 기존 수신료 체제를 대체하여 라디오 프랑스에 국고 보조 및 광고 방송을 허용하였다. 더불어 1986년에는 라디오 프랑스 앵테르나쇼날(RFI)이 라디오 프랑스와 독립적으로 운영할 수 있도록 하였다.
2000년에는 지역 방송의 개편으로 프랑스 블루(France Bleu)를 완전 지역 방송으로 개편하였고, FIP의 일부 지역 주파수를 Le Mouv'에 할양하였다.

## 채널 목록

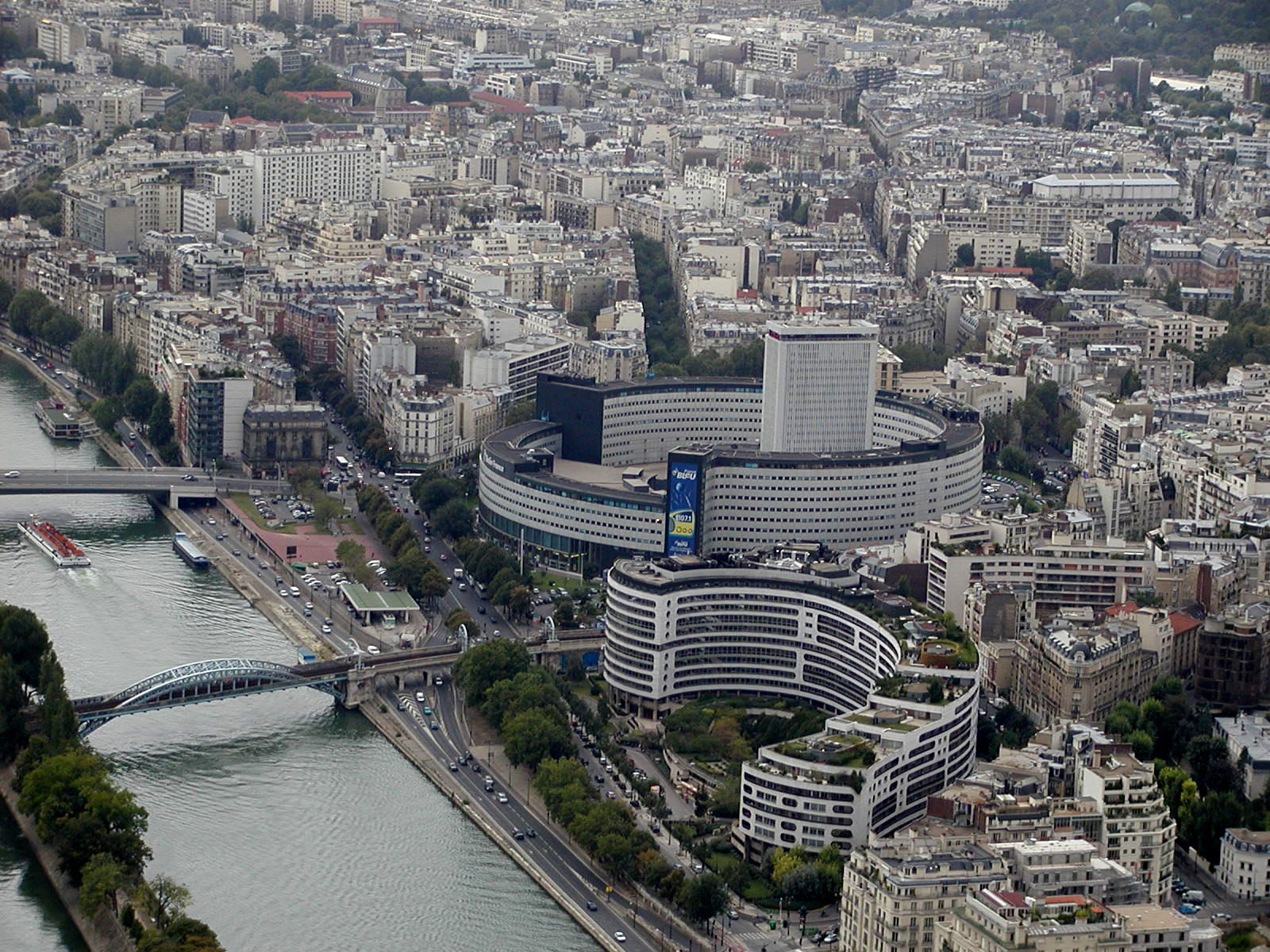
에펠탑에서 바라본 라디오 프랑스 본사

- 프랑스 앵테르(France Inter) : 라디오 프랑스의 종합 채널이다. 특집 방송 및 오락, 정보, 음악 등의 다양한 프로를 방송하며, 각 정시마다 단신 뉴스를, 아침, 저녁, 이른 저녁 시간대에 정규 뉴스를 방송한다.
- 프랑스 앵포(France Info) : 24시간 뉴스, 시사 채널.
- 프랑스 퀼튀르(France Culture) : 문화 채널. 예술, 역사, 과학, 철학 등을 내용으로 한다.
- 프랑스 뮈지크(France Musique) : 클래식 음악 및 재즈 채널.
- 프랑스 블루(France Bleu) : 프랑스의 지역 네트워크 채널.
  - France Bleu 107.1 : 프랑스 블루의 파리 및 일드프랑스 지역 채널.
- FIP : 클래식, 재즈, 힙합, 샹송, 록, 블루스, 세계 음악 등의 다양한 음악 채널.
- Le Mouv' : 대중 음악 채널.

## 같이 보기
- 프랑스 텔레비지옹
- 라디오 프랑스 앵테르나쇼날
- 프랑스 국립 관현악단
- 라디오 프랑스 필하모니 관현악단